# Праведник
Праведник (на македонска литературна норма: Праведник) е село в Северна Македония, в Община Кавадарци.

## География
Праведник е отдалечено на 25 километра западно от общинския център град Кавадарци от лявата страна на язовира Тиквешко езеро. Разположено е на плато с надморска височина от 760-800 метра под планината Галчин на терасите на малите потоци Извор, Котлите и Длабоки дол, от които се образува по-голямата рекичка Улица или Праведничката река.

## История
В околностите на селото има три археологически обекта – в местностите Кърставец, Коритата и Старо село.

### В Османската империя
Първото споменаване на селото е от 1378 година. Според предания селото, основано от бежанци от Тиквешката равнина, първоначално било в местността Куките близо до Църна, но турците го разсипали и населението избягало по-високо во местността Чатурник под Галчин планина и новото село било наречено Кошарци, заради дървените колиби, които изградили първоначално селяните. Но турците разсипали и това селище и населението избягало още по-високо в клисурата под планината Рудина и основало Праведник. Легендата за името на селото разказва, че когато жителите на селото Кошарци бягали от турците, за да не бъдат потурчени 70 млади невести се хвърлили от стената Вишешница под Галчин и така селото добило името Праведник, тъй като жителите му останале прави и истински християни, умрели за правдата.
В XIX век Праведник е село в Тиквешка каза на Османската империя. Според статистиката на Васил Кънчов („Македония. Етнография и статистика“) от 1900 година Праведник има 400 жители българи християни.
Цялото християнско население на селото е под върховенството на Българската екзархия. По данни на секретаря на екзархията Димитър Мишев („La Macédoine et sa Population Chrétienne“) в 1905 година в Праведник (Pravednik) има 280 българи екзархисти и работи българско училище.
При избухването на Балканската война в 1912 година седем души от Праведник са доброволци в Македоно-одринското опълчение.

### В Сърбия, Югославия и Северна Македония
След Междусъюзническата война в 1913 година селото попада в Сърбия. В 1920 година селото е християнско, купно с три махали с 40 къщи и 225 жители. Къщите са градени от камък и покрити с прочи, вадени от местността Улица. Главно занимание на селаните е скотовъдството, отглеждането на кози, овце, говеда и друг едър добитък. Занимават се и с дърварство и кюмюрджийство. Отглеждат житни култури, предимно ечемик и ръж, а градинарски култури за собствена консумация.
През 60-те години на практика селото се обезлюдава вследствие на миграция към големите градове.
| Година | Домакинства | Население |
| ------ | ----------- | --------- |
| 1921   | 26          | 225       |
| 1931   | 47          | 312       |
| 1948   | 50          | 313       |
| 1953   | 60          | 373       |
| 1961   | 40          | 224       |
| 1971   | 4           | 26        |
| 1981   | 1           | 1         |
| 1991   | 2           | 4         |
| 2000   | 1           | 1         |
| 2021   | 0           | 0         |

## „Възнесение Господне“
В непосредствена близост до селото е разположена еднокорабната църква „Възнесение Господне“ („Свети Спас“), изградена в 1625 година, и на чийто празник селото празнува събора си. Малката църква е сравнително добре запазена, като само тремът е разрушен. В храма са съхранени интересни стенописи.